# ماتيوس فارغاس
ماتيوس فارغاس هو لاعب كرة قدم برازيلي في مركز الوسط، ولد في 18 يونيو 1996 في Cláudia ‏ في البرازيل. لعب مع نادي كورينثيانز.

## وصلات خارجية
- ماتيوس فارغاس على موقع قاعدة بيانات كرة القدم.إي يو (الإنجليزية)
- ماتيوس فارغاس على موقع Soccerway.com (الإنجليزية)
- ماتيوس فارغاس على موقع عالم كرة القدم.نت (الإنجليزية)
- ماتيوس فارغاس على موقع AS.com (الإسبانية)